# 在ブリスベン日本国総領事館
在ブリスベン日本国総領事館（英語: Consulate-General of Japan in Brisbane）は、オーストラリア第三の都市にしてクイーンズランド州の州都ブリスベン（ブリズベン）に設置されている日本の総領事館である。
2018年10月1日時点で管轄区域内の在留邦人数は2万6930人となっており、これは在外公館別で第15位、オセアニアでは在シドニー日本国総領事館に次いで第2位である。

## 歴史
1896年にクイーンズランド州で唯一の日本領事館がタウンズビルに設置されたが（在タウンズビル日本帝国領事館）、この領事館は1908年に閉鎖された。その後、クイーンズランド州には半世紀以上にわたって日本の領事館が存在していなかった。1966年に在ブリスベン日本国領事館（在ブリズベン日本国領事館）が開設されたことにより半世紀ぶりに日本の領事館がクイーンズランド州に置かれ、1972年には総領事館に昇格した。

## 所在地
Level 17, 12 Creek Street, Brisbane QLD 4000

## 管轄地域
クイーンズランド州を管轄。